# Shanghaï, nid d'espions
Pour les articles homonymes, voir Shanghai (homonymie) et Nid d'espions.
Pour plus de détails, voir Fiche technique et Distribution.
Shanghaï, nid d'espions (Secret Agent of Japan) est un film d'espionnage américain en noir et blanc réalisé par Irving Pichel, sorti en 1942, film de propagande typique de la Seconde Guerre mondiale.

## Synopsis
À Shanghaï, pendant la Seconde Guerre mondiale. Kay Murdock, charmante agent britannique, convainc la propriétaire cynique de la boîte de nuit américaine Dixie Bar de l'aider dans sa lutte contre les espions Japonais.

## Fiche technique
- Titre : Shanghaï, nid d'espions
- Titre original : Secret Agent of Japan
- Réalisation : Irving Pichel
- Scénario : John Larkin
- Producteurs : Fred Kohlmar et Sol M. Wurtzel
- Société de production : 20th Century Fox
- Musique : George Duning
- Photographie : Lucien N. Andriot
- Montage : Alfred Day
- Pays d'origine : États-Unis
- Langue : anglais
- Format : noir et blanc – 35 mm – 1.37:1 – son mono (Western Electric Mirrophonic Recording)
- Genre : comédie dramatique
- Durée : 72 min
- Dates de sortie : 
  -  États-Unis : 21 mars 1942
  -  France : 9 juin 1950

## Distribution
- Preston Foster : James Carmichael, alias Roy Bonnell
- Lynn Bari : Kay Murdock
- Noel Madison : Isoda Saito
- Victor Sen Yung : Fu Yen
- Janis Carter : Doris Poole
- Steven Geray : Mulhauser, alias Constantin Alexandri
- Kurt Katch : Traeger
- Addison Richards : détective Remsen
- Ian Wolfe : capitaine Karl Larsen
- Hermine Sterler : Frau Mulhauser
- Selmer Jackson : capitaine de marine américain
- Frank Puglia : Victor Eminescu
- Leyland Hodgson : Service Secret anglais
- Leslie Denison : Service Secret anglais
- Jean Del Val : Pierre Solaire